# Jón Guðni Fjóluson
Jón Guðni Fjóluson est un footballeur international islandais, né le 10 avril 1989 à Þorlákshöfn en Islande. Il évolue au poste de défenseur central à Víkingur Reykjavik.